# Pubblicazioni Amalgam Comics
Questa è una descrizione delle pubblicazioni della Amalgam Comics.
Mentre giungeva al termine il crossover Marvel contro DC del 1996, le due case editrici pubblicarono una serie di albi speciali appartenenti alla fittizia casa editrice Amalgam Comics, che combinava i personaggi dell'universo Marvel con quelli dell'universo DC. I primi dodici albi vennero pubblicati nella stessa settimana, rimpiazzando momentaneamente le uscite regolari di entrambe le case editrici. Metà degli albi vennero pubblicati dalla Marvel Comics e metà dalla DC Comics. Un anno dopo l'iniziativa venne riproposta, ma senza il crossover come spunto di partenza. Successivamente, sia Marvel sia DC raccolsero i loro albi in volumi.
Dei ventiquattro albi Amalgam Comics stampati, un terzo conteneva pagine della posta con lettere inviate da fan inventati, per fornire un retroscena più ampio e credibile alle storie e suggerire possibili sviluppi delle trame degli ipotetici numeri seguenti. I nomi delle città di residenza dei fittizi lettori erano generalmente fusioni di città statunitensi esistenti.

## 1996

### DC Comics

#### Amazzone
Amazzone (Amazon n. 1), scritta e disegnata da John Byrne, incentrato su Amazzone ovvero la principessa Ororo Munroe di Themyscira (fusione tra Wonder Woman e Tempesta).
Si scoprono le vere origini di Ororo e come morirono i suoi veri genitori. Inoltre, si scopre anche che Ororo soffre di abissofobia, mentre viene risucchiata negli abissi del mare (un riferimento alla claustrofobia di Tempesta quando, da piccola, venne sepolta viva).

#### Assassins
Assassins (Assassins n. 1), scritta da Dan Chichester e disegnata da Scott McDaniel, incentrato su Catsai e Dare (fusione rispettivamente tra Catwoman e Elektra e tra Deathstroke e Devil). Nonostante la loro ostilità, si alleano per affrontare Big Question (Enigma Fisk) e la sua banda.
Big Question (fusione tra l'Enigmista e Kingpin) governa New Gotham City dall'Arkham Tower, un tributo letterale alla pazzia burocratica: così come i trabocchetti e i mercenari su ogni piano, l'intera torre è controllata dagli ospiti del Manicomio di Arkham, che è dove si erge la torre al momento. Fisk si era scontrato numerose volte contro Dare, e le aveva impiantato due corna sul teschio così da farla somigliare ad un diavolo; assume poi entrambe le agenti per farsi uccidere nel tentativo di guadagnare la fiducia della gente e della stampa di New Gotham. Dopo aver "ucciso" Dare, Big Question viene picchiato fino allo svenimento da Catsai, che segnala la sua presenza a Jimmy Urich del Gotham Bugle e mette fine alla sua carriera.

#### Dottor Strangefate
Dottor Strangefate (Doctor Strangefate n. 1), scritta da Ron Marz e disegnata da José Luis García-López e Kevin Nowlan. Oltre al protagonista che dà il titolo all'albo, compare anche Access, e la storia funge da ponte importante nella trama della miniserie DC vs. Marvel, tanto da essere stata ristampata nel volume DC versus Marvel.
Dottor Strangefate (fusione tra il Dottor Fate, il Dottor Strange e il Professor Xavier) debuttò nel mondo editoriale fittizio nell'inesistente More Strange Tales n. 110. È l'essere più potente dell'universo Amalgam, che costruì lui stesso utilizzando i suoi poteri. Temendo che Access possa spezzare l'universo Amalgam nei due universi originali, invia Jade Nova (fusione tra Jade, Kyle Rayner e Nova-Frankie Raye), Skulk (Solomon Grundy e Hulk) e la Strega Bianca (Zatanna e Scarlet) a catturarlo. Le abilità teleportanti di Access rendono impossibile la sua cattura da parte di Jade o di Skulk, ma viene catturato dalle capacità ammalianti della Strega Bianca. Tuttavia, il Dottor Strangefate capisce che Access ha nascosto altrove le due chiavi per il controllo dei due universi, e non può così prevenire la distruzione del suo universo.
Il Dottor Strangefate è tornato nelle successive incarnazioni dell'universo Amalgam: la miniserie All Access rivelò che il Dottor Strangefate fu l'unico sopravvissuto alla fine dell'universo Amalgam, infondendosi al profondo interno della psiche del Dottor Strange. Manipolando il Supremo Stregone, creò numerose incursioni dimensionali prima di venire scoperto da Batman e Access. Il Dottor Strangefate, nell'ultimo sforzo di ricostituire l'universo Amalgam, costrinse la fusione tra la Justice League of America e gli X-Men, creando la X-League, e mettendoli sulle tracce di Access. Tuttavia, con l'aiuto del soppresso Dottor Strange, Access riuscì a sconfiggere Strangefate e ricostituire un universo normale ancora una volta. Quindi, il Dottor Strange si diede alla protezione dell'intero universo Amalgam in una dimensione miniaturizzata, assicurandosi così che Strangefate non sarebbe più stato una minaccia per gli universi DC e Marvel.

#### JLX
JLX (JLX n. 1) scritta da Gerard Jones e Mark Waid, e disegnata da Howard Porter e John Dell.
Nella Judgment League Avengers (fusione tra la Justice League of America e i Vendicatori) vi sono dei membri con poteri mutanti, i quali si ribellano contro i loro compagni e formano il loro gruppo, la JLX (fusione tra la Justice League of America e gli X-Men). Partono quindi per cercare Atlantide.
Di seguito sono riportati alcuni membri della JLX:
- Capitan Marvel, fusione tra il Capitan Marvel della DC Comics e il Capitan Mar-Vell della Marvel Comics. Il suo costume riprende i colori bianco e verde di Mar-Vell, ma con il simbolo del fulmine di Capitan Marvel/Billy Batson sul petto. Il suo vero nome è William (Billy) Mar-Vell e la sua prima apparizione nel mondo editoriale fittizio della Amalgam è in Whiz Marvel n. 1. Quando esclama la parola magica "Kree!", si trasforma nel guerriero noto come Capitan Marvel, dai grandi poteri. Dimostra una forte disapprovazione verso gli Skrull e i metamutanti, ed entrò a far parte dei Judgment League Avengers con forti capacità da leader.
- Firebird (vero nome Beatriz Grey), fusione tra Fire della DC Comics e Jean Grey della Marvel Comics. Il nome Firebird è sinonimo di Fenice, il secondo nome in codice di Jean Grey. Firebird possiede un potere a cui ci si riferisce come al "fuoco psicocinetico", energia psionica in forma di fiamme verdi che si manifestano spesso intorno al suo corpo nella forma di un uccello. Nella miniserie fittizia dedicata ai Judgment League Avengers, JLA: The New Blood, Firebird fu tra i tre metamutanti originali (insieme ad Apollo e Spettro) ad essere reclutati dalla JLA. Segretamente, fu uno dei tanti metamutanti scoperti da Mister X, che la portò nella JLA. Firebird rimase con la JLX per tutta la durata della serie JLX, anche se dovette superare numerosi problemi per restare nella squadra.
- Mercurio (apparso per la prima volta nel mondo editoriale fittizio in JLA: The New Blood n. 2), fusione tra Impulso della DC Comics e Quicksilver della Marvel Comics. Il suo alter ego, Pietro Allen, nacque in un futuro lontano alternativo, dove aveva a che fare con i cacciatori di metamutanti, le Sentinelle. Da adolescente, scoprì un modo di viaggiare nel tempo e giunse così nel passato quando la Judgment League Avengers stava reclutando i nuovi membri, al fine di chiamarsi New Blood. Si unì quindi alla JLA utilizzando il soprannome di Mercurio. Con l'assistenza di Apollo, Firebird e Runaway, il gruppo riuscì a sconfiggere le Sentinelle sulle tracce di Pietro. Dopo che il Mariner fu incastrato da Will Magnus per la distruzione degli impianti della Roxxos Oil, Mercurio andò con i suoi nuovi compagni di squadra sotto l'ala di Mister X ad unirsi alla JLX.
- Mister X (fusione tra Martian Manhunter della DC Comics e il Professor Xavier della Marvel Comics) accetta di assistere la JLX nella sua ricerca di Atlantide al fine di proteggere i mutanti dal mondo che li disprezzava. Utilizza la sua latente abilità psichica in battaglia per guidare la squadra, e stringe amicizia con l'anti-eroe Aqua-Mariner. In un combattimento con Will Magnus ad Atlantide, si scopre che Mister X è in realtà uno Skrull e che lasciò Marte per cercare un rifugio per la sua razza.
- Nightcreeper (apparso per la prima volta nel mondo editoriale fittizio in JLA: The New Blood n. 4), fusione tra Creeper della DC Comics e Nightcrawler della Marvel Comics. Il suo alter ego, Kurt Rayder, nacque metamutante. Nella sua prima comparsa in JLA: The New Blood n. 4, Apollo, Firebird, Mercurio, Runaway e Spettro si diressero in New Jersey per investigare sul rapporto del caso di una stranissima creatura vivente in modo selvaggio. Scoprirono che la strana creatura che stavano cercando era Kurt Rayder, ora auto nominatosi Jack, che prese il nome di Nightcreeper non appena si unì alla New Blood della Judgment League Avengers.
- Runaway (fusione tra Gipsy della DC Comics e Rogue della Marvel Comics) ha il potere di creare le illusioni, che le permettono di confondersi con l'ambiente circostanze, diventando praticamente invisibile. Può camuffare sé stessa e chiunque si trovi vicino a lei, e le sue illusioni possono essere utilizzate per proiettare paure nelle menti altrui. Possiede inoltre l'abilità di assorbire l'essenza di chiunque entri in contatto fisico con lei. Questo include la loro personalità, i ricordi e altre caratteristiche fisiche. Nel caso di esseri super potenti, assorbe le loro abilità e i loro poteri. A parte i suoi poteri, Runaway è un'esperta nel combattimento corpo a corpo in modalità stealth. È anche una provetta acrobata, in grado di compiere dei salti altissimi, correre veloce, nuotare ed eseguire mosse specifiche di arti marziali con una facilità impressionante.
- Spettro, combinazione tra Obsidian della DC Comics e Gambit della Marvel Comics. Il suo alter ego, Todd LeBeau, nacque con un parto gemellare insieme alla sorella, Jennie, che sarebbe poi diventata Jade Enchantress. Furono divisi alla nascita, e mentre Todd trovò una vita a New Orleans, sua sorella crebbe a New Asgard. In un bar di New Orleans, Todd acquisì un mistico mazzo di carte da gioco, che attivò con le sue abilità metamutanti basate sulle ombre. Poteva fondersi con la sua ombra a piacere e possedere le ombre altrui; questo gli permetteva anche di animare gli oggetti inanimati di energia cinetica instabile, causando l'esplosione degli oggetti caricati e facendoli detonare. Portava con sé un bastone retrattile di metallo, ed è particolarmente abile nelle arti marziali, nell'arte marziale della kickboxing francese nota come Savate. È anche un acrobata ed un combattente super umano. Con i suoi nuovi poteri, Todd assunse il nome di Spettro, e si unì alla Gilda delle Ombre. Nella miniserie JLA: The New Blood (albi fittizi del mondo editoriale Amalgam in cui fece la sua prima apparizione Spettro), egli fu tra i primi membri reclutati per la formazione del nuovo gruppo al di fuori dei Judgment League Avengers, i New Blood, insieme ad Apollo e Firebird. In realtà furono segretamente messi insieme da Mister X, anche se i nuovi membri dei New Blood non si resero conto di ciò se non molto dopo. Spettro cominciò una relazione romantica con la compagna di squadra Runaway, anche se aveva paura che tramite le sue abilità assorbenti avrebbe assorbito a poco a poco la sua parte oscura, che Spettro temeva l'avrebbe lentamente corrotta.

Uno dei nemici che la JLX deve affrontare è Will Magnus, fusione tra Will Magnus della DC Comics e Bolivar Trask della Marvel Comics. Genio nel campo della robotica e stratega completo, era il fratello mutante del supereroe Magneto, ma non aveva nessun superpotere. Geloso di suo fratello, Magnus progettò l'annientamento di tutti i metamutanti. Una delle sue creazioni furono i robot cacciatori di metamutanti noti come le Sentinelle. Una delle missioni delle Sentinelle era il massacro della squadra di Magneto, la Confraternita dei Mutanti. Questi personaggi furono poi ricreati da Magneto come i robotici Magnetic Men. Dopo la distruzione di tre carghi della compagnia Roxxon e dando la colpa ad Aqua-Mariner per l'accaduto, Magnus aiutò lo scioglimento dei Judgment League Avengers in due fazioni, con il conseguente assembramento della JLX, e l'imprigionamento di Aqua-Mariner.
La JLX ritornò anche nella serie di storie del 1997, in un albo dal titolo JLX Unleashed.

#### Le leggende dell'artiglio oscuro
Le leggende dell'artiglio oscuro (Legends of the Dark Claw n. 1), scritta da Larry Hama e disegnata da Jim Balent e Ray McCarthy.
Protagonista dell'albo è Dark Claw, una combinazione tra Batman della DC Comics e Wolverine della Marvel Comics (notare che Bruce Wayne è un personaggio separato nell'Universo Amalgam, operando come agente dello S.H.I.E.L.D.). Dark Claw utilizza spesso il nome di "Patches Malone" quando si trova sotto copertura, una combinazione tra l'identità utilizzata spesso da Wolverine come "Patch", e l'identità sotto copertura di Batman di "Matches Malone".
All'età di cinque anni, dopo essere stato testimone dell'assassinio dei suoi genitori da parte di un rapinatore armato, Logan Wayne fu inviato a vivere con suo zio ad Alberta in Canada. Suo zio era un membro della Royal Canadian Mounted Police, che fu attirato in una trappola ed ucciso da alcuni cacciatori di frodo poco dopo l'arrivo di Logan in Canada. Dopo la morte di suo zio, Mogan Wogan, la Royal Canadian Mounted Police inviò Logan a vivere in una casa diretta da suore e non appena fu adulto, il ragazzo fece domanda per entrare alla Royal Canadian Air Force, finendo nella stessa unità di Creed H. Quinn. Sia Logan che Creed furono sottoposti al progetto di Arma X, il progetto canadese del Super Soldato. Fu qui che a Logan fu legato dell'adamantio alle ossa e seppe della sua natura metamutante. Durante il corso del progetto, l'altro soggetto, Quinn, divenne pazzo e sarebbe diventato il nemico più pericoloso di Dark Claw, Hyena. Il Progetto Arma X venne terminato a causa del suo fallimento: Logan fu inefficace come arma perché possedeva una coscienza, mentre Creed era criminalmente pazzo. Questo archivio fu cancellato e l'esistenza del programma fu del tutto dimenticato, tranne pochi frammenti di note del Professor Carter Nichols successivamente scoperte da Huntress. Dopo il collasso del programma di Arma X, Logan decise di combattere il crimine per vendicare la morte dei suoi genitori. Passò alcuni anni viaggiando per il mondo, addestrandosi fino alla perfezione intellettuale e fisica, e imparando una varietà di abilità contro il crimine, inclusa la criminologia, la medicina forense, le arti marziali, la ginnastica e l'arte del travestimento.
La sua spalla è Passero (Sparrow), vero nome Jubilation Lee, fusione tra Robin e Jubilee. Era una ragazzina che, oltre a possedere i poteri mutanti di generare colpi brillanti di energia plasmoide dalle dita e di assorbire i fuochi artificiali nel suo corpo senza subire danni, fu addestrata nelle abilità da investigatore, combattente e pilota. Venne reclutata da Dark Claw per pilotare il suo Claw-Cottero dopo che lei piombò accidentalmente nella sua base e le fu dato il soprannome di Passero.

#### Super Soldato
Super Soldato (Super Soldier n. 1), scritta da Mark Waid e disegnata da Dave Gibbons. Si tratta di una fusione tra Superman della DC Comics e Capitan America della Marvel Comics.
Qualche tempo prima della seconda guerra mondiale, il governo degli Stati Uniti scopre una nave spaziale che conteneva al suo interno il cadavere di un alieno. Quando scoppia la guerra, il governo utilizza il DNA dell'alieno deceduto per sviluppare un siero che avrebbe creato il soldato super umano finale per combattere le Potenze dell'Asse. Scelto per il progetto è un uomo tutto pelle e ossa di nome Clark Kent. Iniettandogli l'unico campione del siero, in combinazione con un trattamento radioattivo solare, gli viene conferita la forza superumana, invulnerabilità, sensi ipersviluppati, volo, velocità, vista calorifica e respiro artico. Con i suoi nuovi poteri e uno scudo indistruttibile con la forma dell'emblema di Superman, Clark diviene un simbolo di libertà durante la seconda guerra mondiale come il Super Soldato, l'Uomo della Guerra.
Suo acerrimo nemico è il Teschio Verde, fusione di Lex Luthor e il Teschio Rosso, un rinomato imprenditore e filantropo che si rivela in realtà un profittatore della guerra corrotto che aiuta in segreto il Partito Nazista al fine di prolungare la guerra. Venuto a conoscenza della navicella aliena e del meteorite radioattivo chiamato K Verde, o "vena del Kansas", Luthor ne ricavò un siero che iniettò a sé stesso. Il risultato allungò di gran lunga la sua durata vitale fino al limite dell'immortalità, ma inavvertitamente corrose il suo aspetto donandogli quello del cadaverico Teschio Verde. Cercando di rimuovere il Super Soldato, bene principale degli Alleati, Luthor progettò Ultra-Metallo, un enorme robot potenziato dal meteorite K Verde (una fusione tra il Metallo e l'Ultra-Humanite della DC Comics con l'Ultron della Marvel Comics), che divenne l'arma principale del potere dell'Asse. Nel 1942, il Super Soldato è congelato nel ghiaccio combattendo contro la minaccia di Ultra-Metallo.
Con la collaborazione congiunta degli ex-nazisti e dei sovversivi giapponesi, Luthor (sotto il nome di Teschio Verde) fondò nel dopoguerra l'organizzazione terrorista dell'HYDRA, il cui fine principale era il raggiungimento della dominazione mondiale attraverso il controllo mimetizzato delle banche e delle cooperazioni mondiali. Durante l'assenza del Super Soldato, il nemico primario di Teschio Verde divenne Bruce Wayne, agente dello S.H.I.E.L.D.
Il Super Soldato viene resuscitato cinquant'anni dopo quando i Judgment League Avengers ritrovarono il suo corpo e lo liberarono dal ghiaccio; torna quindi a Metropolis, battendosi contro l'HYDRA e i suoi capi. Teschio Verde riesce a ritrovare e riattivare Ultra-Metallo e gli comanda di attaccare la Casa Bianca, ma viene sconfitto dal Super Soldato, che riesce finalmente a smascherare il suo lato terrorista e la sua mente criminale.
Super Soldato fu anche protagonista in una storia del 1997, Super Soldier: Man of War; essendo membro della JLA, comparve anche negli albi JLX e JLX Unleashed.

### Marvel Comics

#### Bruce Wayne, agente dello S.H.I.E.L.D.
Bruce Wayne, agente dello S.H.I.E.L.D. (Bruce Wayne, Agent of S.H.I.E.L.D. n. 1), scritta da Chuck Dixon e disegnata da Cary Nord e Mark Pennington.
In questa storia Selina Luthor, figlia di Lex Luthor (Teschio Verde), usurpa il suo ruolo come capo dell'HYDRA e prende il controllo dell'organizzazione che suo padre aveva messo su con molti soldi. Selina e i suoi scagnozzi riescono apparentemente nell'uccisione di Teschio Verde, anche se alla fine si scopre che Teschio Verde era ancora vivo.

#### Magneto e i Magnetic Men
Magneto e i Magnetic Men (Magneto and the Magnetic Men n. 1), scritta da Gerard Jones e disegnata da Jeff Matsuda e Art Thibert. I personaggi, fusione tra i Metal Men e la Confraternita dei mutanti malvagi, tornarono poi in un altro albo del 1997, intitolato Magnetic Men featuring Magneto.

#### Pallottole e bracciali
Pallottole e bracciali (Bullets and Bracelets n. 1), scritta da John Ostrander e disegnata da Gary Frank.
Protagonisti della storia sono Diana Prince e Steve Trevor, fusioni degli omonimi personaggi DC con il Punitore.

#### SpiderBoy
SpiderBoy (Spider-Boy n. 1), scritta da Karl Kesel e disegnata da Mike Wieringo e Gary Martin. Il protagonista Ragno-Boy (fusione dell'Uomo Ragno della Marvel e di Superboy-Kon-El della DC), è un clone i cui poteri gravitazionali gli permettono di imitare le abilità da arrampicatore di un ragno.
Un tentativo da parte del Progetto Cadmus di creare un clone del Super Soldato con l'abilità di controllare la gravità viene sabotato, e il clone di un giovane ricercatore Peter Parker emerge dalle macerie. Il capo del progetto, Thunderbolt Ross, lo adotta legalmente (dando al ragazzo il cognome Ross) e lo chiama Pete (come il suo padre genetico). Dopo la morte dello zio da parte di un delinquente, Pete giura che affronterà il pericolo e attirerà l'attenzione così che agli altri non accadrà mai di sentirsi sperduti, come lo fu lui dopo l'incidente. Ispirato dalla sua abilità aracnoide di camminare sui muri, si confeziona un costume e si dà il nome di Ragno-Boy. Successivamente, Ragno-Boy ritorna al Progetto Cadmus, dove gli viene data una pistola speciale chiamata "spara-ragnatele", che lancia trefoli di ragnatele sintetiche. Come agente di Cadmus, a Spider-Boy viene assegnato di sconfiggere le mostruosità genetiche, ma come Pete Ross fa il fotografo per uno squallido tabloid, il Daily Bugle.
Il personaggio fu protagonista di un altro albo del 1997, Spider-Boy Team-Up. È comparso inoltre in Challenger of the Fantastic n. 1 e X-Patrol n. 1.

#### Speed Demon
Speed Demon (Speed Demon n. 1), scritta da Howard Mackie e James Felder, e disegnata da Salvador Larroca e Al Milgrom. Si tratta di una combinazione del Flash della DC Comics e del Ghost Rider della Marvel Comics. Tuttavia, il secondo Speed Demon (Blaze Allen), in parte è fuso anche ad Etrigan della DC Comics.
- Il primo Speed Demon fu Jay Garrick (basato sul Flash della Golden Age e Phantom Rider), che si fuse con un demone nella Golden Age. Il suo più grande nemico fu Night Spectre, un demone maligno che raccoglieva anime, in quanto fonti del suo potere. Jay Garrick si ritirò poi dalla sua carriera come Speed Demon, ma fu costretto ad uscire dal pensionamento come la maggior parte dei vecchi supereroi, anni dopo la fine della Golden Age, al fine di combattere di nuovo contro Night Spectre. Di nuovo nei panni di Speed Demon, Jay Garrick ebbe un ruolo fondamentale in Secret Crisis of the Infinity Hour, un enorme evento che si propagò in tutto l'universo Amalgam. Morì durante questo evento, e Night Spectre ne raccolse l'anima dopo la sua morte. Quest'anima fu poi liberata dagli sforzi del secondo e terzo Speed Demon.
- Blaze Allen (una fusione tra Barry Allen e Johnny Blaze) era un principiante del misticismo scoperto da Night Spectre. Quando Blaze Allen rifiutò di permettere a Night Spectre di prendere la sua anima, questi se ne andò. Blaze Allen, che lavorava al Quentin Carnival, fu sposato ad Iris Simpson da Padre Hellstrom. Tuttavia, subito dopo il matrimonio, comparve Night Spectre che privò Iris della sua forza vitale. Questo gettò Blaze in una profonda depressione, e cominciò così a studiare la magia sempre più approfonditamente. Infine, fu avvicinato da Merlino, che lo aiutò a legarsi al demone Etrigan, così che Blaze potesse assicurarsi che l'anima di Iris avrebbe riposato in pace, recuperandola da Night Spectre.
- Il terzo Speed Demon fu Wally West (fusione tra Wally West e Daniel Ketch), il nipote di Blaze Allen, che contattò Merlino dopo aver accidentalmente scoperto l'identità segreta di suo zio. Volendo aiutare suo zio, fece sì che Merlino lo legasse ad un demone sconosciuto. Diventando il terzo Demone, o "Kid Demon", Wally West combatté al fianco di suo zio contro Night Spectre per liberare le anime trattenute dal malvagio demone, incluse quelle di Jay Garrick ed Iris Simpson. Nella sua prima comparsa, Wally West cavalca una motocicletta in fiamme nei panni di Speed Demon. Quando Blaze Allen capì che Wally non era legato al demone Etrigan, temette quale poteva essere la fonte dei suoi poteri. Il pannello finale del fumetto mostrò un'immagine di Night Spectre, visto nel cielo, mentre rideva sinistramente.

#### Pattuglia-X
Pattuglia-X (X-Patrol n. 1), scritta da Karl e Barbara Kesel e disegnata da Roger Cruz.
Il Dottor Doomsday (fusione tra Doomsday e il Dottor Destino) combatte la JLA fino ad un punto di stallo nel passato. Il suo ultimo piano per la dominazione del mondo coinvolge l'utilizzo di un dispositivo che faccia da ponte tra le realtà, così da portare i vari eroi DC e Marvel nell'universo Amalgam e sotto il suo controllo. Il suo piano viene tuttavia sventato dalla Pattuglia-X (fusione tra la Doom Patrol e la X-Force); ma durante la battaglia Doomsday rompe la spina dorsale di Niles Cable (fusione tra Capo e Cable), lasciandolo paraplegico.
I personaggi furono protagonisti di una storia anche nel 1997, Exciting X-Patrol.

## 1997

### DC Comics

#### Bat-Thing
Bat-Thing (Bat-Thing n. 1), scritta da Larry Hama e disegnata da Rodolfo Damaggio e Bill Sienkiewicz
Bat-Thing (fusione tra Man-Bat e l'Uomo Cosa) attacca delle persone per le strade di Gotham, e il detective Bullock cerca di proteggere la moglie e la figlia di Bat-Thing dal mostro.

#### Generation Hex
Generation Hex (Generation Hex n. 1), scritta da Peter Milligan e disegnata da Adam Pollina; si tratta della storia della Generation X ambientata nel Vecchio West di Jonah Hex.
Protagonisti dell'albo sono un gruppo di mutanti, chiamati i "Malform", vittime dei pregiudizi e che vivono di rapine nel Vecchio West. Il loro capo, Jono Hex, li aiuta a fuggire da un trio di robot caccia-mutanti inviati dal Maresciallo Trask e a ottenere vendetta sulla sua città natale Humanity.

#### JLX
JLX (JLX Unleashed n. 1), scritta da Christopher Priest e disegnata da Oscar Jimenez e Hanibal Rodriguez. La Lega Infernale dell'Ingiustizia evoca il drago Fin Fang Flame per distruggere tutti i metamutanti; questi decide invece di incenerire l'intera umanità dato che "Tutto il genere umano, in fondo, è mutato in qualche misura". La Judgment League Avengers e la JLX (per l'occasione aiutata da Amazzone) si alleano per sconfiggerlo.

#### Le avventure di Dark Claw
Le avventure di Dark Claw (Dark Claw Adventures n. 1), scritta e disegnata da Ty Templeton e Rick Burchett. Versione stile serie animata di Batman di Dark Claw. Talia perseguita Dark Claw per vendicare l'uccisione di suo padre, Ra's A-pocalypse.

#### Lobo il papero
Lobo il papero (Lobo the Duck n. 1), scritta da Alan Grant e disegnata da Val Semeiks e Ray Kryssing.
La storia ruota intorno all'anti-eroe alieno cacciatore di taglie Lobo il papero (fusione tra il personaggio della DC Comics Lobo e il personaggio della Marvel Howard il papero), che insieme alla sua spalla mutaforma Cane Impossibile sta investigando sulla morte di diversi supereroi Amalgam. Lobo decide di cercare il criminale responsabile solo perché quegli eroi lo avevano pagato in anticipo, e arriva alla fine a scoprire che il mondo sta per finire grazie alla Regina dal Rene d'Oro (fusione tra Stella d'Oro della DC e Kidney Lady della Marvel). Questa sta inneggiando i suoi Renoidi alla purificazione del mondo dalle impurità, per il quale vuole attirare la Luna verso la Terra con una macchina gravitazionale; Lobo interviene e riesce a ucciderla, ma il congegno gravitazionale si attiva per sbaglio, attirando la Luna verso la Terra.
Tra gli altri personaggi minori che compaiono nella storia ci sono il Cane Impossible (fusione tra il cane del Lobo della DC e l'Uomo Impossibile della Marvel, mutaforma che cambia continuamente aspetto trasformandosi in versioni "canine" di alcuni personaggi tradizionali DC e Marvel, come Superman, Wolverine, Flash o l'Uomo Ragno), Ambush il Lunatiko (fusione tra Ambush Bug e Lunatik; cacciatore di taglie che sfida Lobo ma viene sconfitto e mangiato dal papero), Al Forbush (fusione tra Al e Irving Forbush, proprietario dell'Al Forbush's Subterranean Diner), Bevarlene (fusione tra Darlene e Beverly Switzler, cameriera dell'Al Forbush's Subterranean Diner e ragazza di Lobo), Jonas Turnip (fusione di Jonas Glim e Space Turnip, cacciatore di taglie alleato di Lobo), Gamorola e Billie the Millie (fusione rispettivamente tra la Principessa Shao-La e Gamora e tra Billy la Ragazza e Millie la modella, cacciatrici di taglie affascinate da Lobo).
Il titolo della storia, Trapped in a World He Never Fragged!!, è un omaggio alla caratteristica frase che appariva sugli albi di Howard il papero negli anni cinquanta, Trapped in a World He Never Made.
L'albo si è piazzato al 21º posto tra i fumetti più venduti del mese di aprile 2007 negli Stati Uniti d'America, con una stima di quasi 110 000 copie vendute.

#### Super Soldato
Super Soldato (Super-Soldier: Man of War n. 1), scritta da Dave Gibbons e Mark Waid, e disegnata da Dave Gibbons e Jimmy Palmiotti. L'albo è un omaggio alle storie Golden Age della seconda guerra mondiale. Clark Kent e Jimmy Olsen vengono inviati in Inghilterra per seguire un misterioso carico di materiale rubato ambito dai Nazisti.

### Marvel Comics

#### I 4 Fantastici Esploratori
I 4 Fantastici Esploratori (Challengers of the Fantastic n. 1), scritta da Karl Kesel e disegnata da Tom Grummett e Al Vey. Fusione tra i Challengers of the Unknown e Fantastici Quattro, i loro membri sono lo scienziato Reed "Prof" Richards, l'agente dello S.H.I.E.L.D. Susan "Asso" Storm, suo fratello scavezzacollo Johnny "Rosso" Storm, e il senatore Ben "Roccia" Grimm.
Galctiac (fusione tra Brainiac della DC Comics e Galactus della Marvel Comics) è un alieno che si ciba di mondi, ma lascia una sezione illesa per studiarla. Dopo aver scoperto il pianeta Terra, pianifica di preservare New York City. Tuttavia, Galactiac trova la sua missione ostacolata da numerosi membri dei Laboratori S.T.A.R.; lascia infine la Terra giurando vendetta, dopo essere stato sconfitto dai Fantastici Esploratori e dal Silver Racer (fusione tra Black Racer della DC Comics e Silver Surfer della Marvel Comics).

#### I Magnetic Men con Magneto
I Magnetic Men con Magneto (The Magnetic Men featuring Magneto n. 1), scritta da Tom Peyer e disegnata da Barry Kitson e Dan Panosian. Oltre ai personaggi che danno il nome all'albo, sono presenti Mister Mastermind, Quasimodox, Chemodam e la Sinistra Società.
I membri della Sinistra Società rappresentano diversi metalli speciali da entrambi gli universi, ovvero adamantio (Kultron), vibranio (Soniklaw), metallo Nth (Avvoltoio Nero), promezio (Deathborg) e Inertron (Cosmic Vance).

#### Iron Lantern
Iron Lantern (Iron Lantern n. 1), scritta da Kurt Busiek e disegnata da Paul Smith. Fusione tra Lanterna Verde della DC Comics e Iron Man della Marvel Comics.

#### L'excitante Pattuglia-X
L'excitante Pattuglia-X (Exciting X-Patrol n. 1), scritta da Barbara Kesel e disegnata da Bryan Hitch e Paul Neary. Il gruppo combatte contro Fratello Covata. L'albo fu dedicato alla memoria di Mark Gruenwald, morto l'anno precedente per un attacco di cuore.

#### Ragno-Boy Team-Up
Ragno-Boy Team-Up (Spider-Boy Team Up n. 1), scritta da "R.K. Sternsel" (un amalgama dei nomi di Roger Stern e Karl Kesel) e disegnata da José Ladrönn e Juan Vlasco. Si tratta di un team up tra Ragno-Boy e i personaggi Marvel/DC del lontano futuro o dello spazio remoto, tra cui la Legione dei Guardiani della Galassia 2099.
Ragno-Boy salva la vita di un ragazzo di nome Mig-El Gand (una fusione di Mon-El-Lar Gand e Uomo Ragno 2099-Miguel O'Hara), che fu avvelenato da un raggio radioattivo. Ragno-Boy invia Mig-El in una dimensione alternativa, dove attende 100 anni in animazione sospesa. Nell'anno 2099, ritorna alla sua realtà natale e gli viene dato un siero di DNA-ragno (sviluppato dallo Ragno-Boy del futuro). Il siero dà a Mig-El dei poteri simili a quelli dell'Uomo Ragno, come superforza, velocità, agilità, l'abilità di arrampicarsi sui muri e l'abilità di lanciare ragnatele dai polpastrelli. Diviene quindi Ragno-Boy 2099, e quando Ragno-Boy viene attaccato da un criminale extra-dimensionale, Ragno-Boy 2099 viaggia indietro nel tempo per salvare il suo predecessore. Dopo che i due eroi aracnidi sconfiggono il criminale, Ragno-Boy 2099 ritorna alla sua casa nel 2099, e dice a Ragno-Boy che la sua vita non sarà più la stessa dopo il suo matrimonio con Insect Queen.

#### Thorion e i Nuovi Asgodei
Thorion e i Nuovi Asgodei (Thorion of the New Asgods n. 1), scritta e disegnata da Keith Giffen e John Romita, Jr.. Fusione tra Orion dei Nuovi Dei e Thor.